# Pistaso
Pistaso (en griego, Πίστασος) fue una antigua ciudad griega de la península Calcídica. 
Perteneció a la Liga de Delos puesto que aparece en el registro de tributos a Atenas del año 434/3 a. C. donde pagó un phoros de 500 dracmas. Se desconoce su localización exacta aunque se ha sugerido que debe identificarse con otra ciudad que aparece en un registro de tasación de tributos de Atenas llamada Istaso, pero se discute la mencionada identificación.